# Torrent de la Torre
|  | Per a altres significats, vegeu «Torrent de la Torre (Solsonès)». |

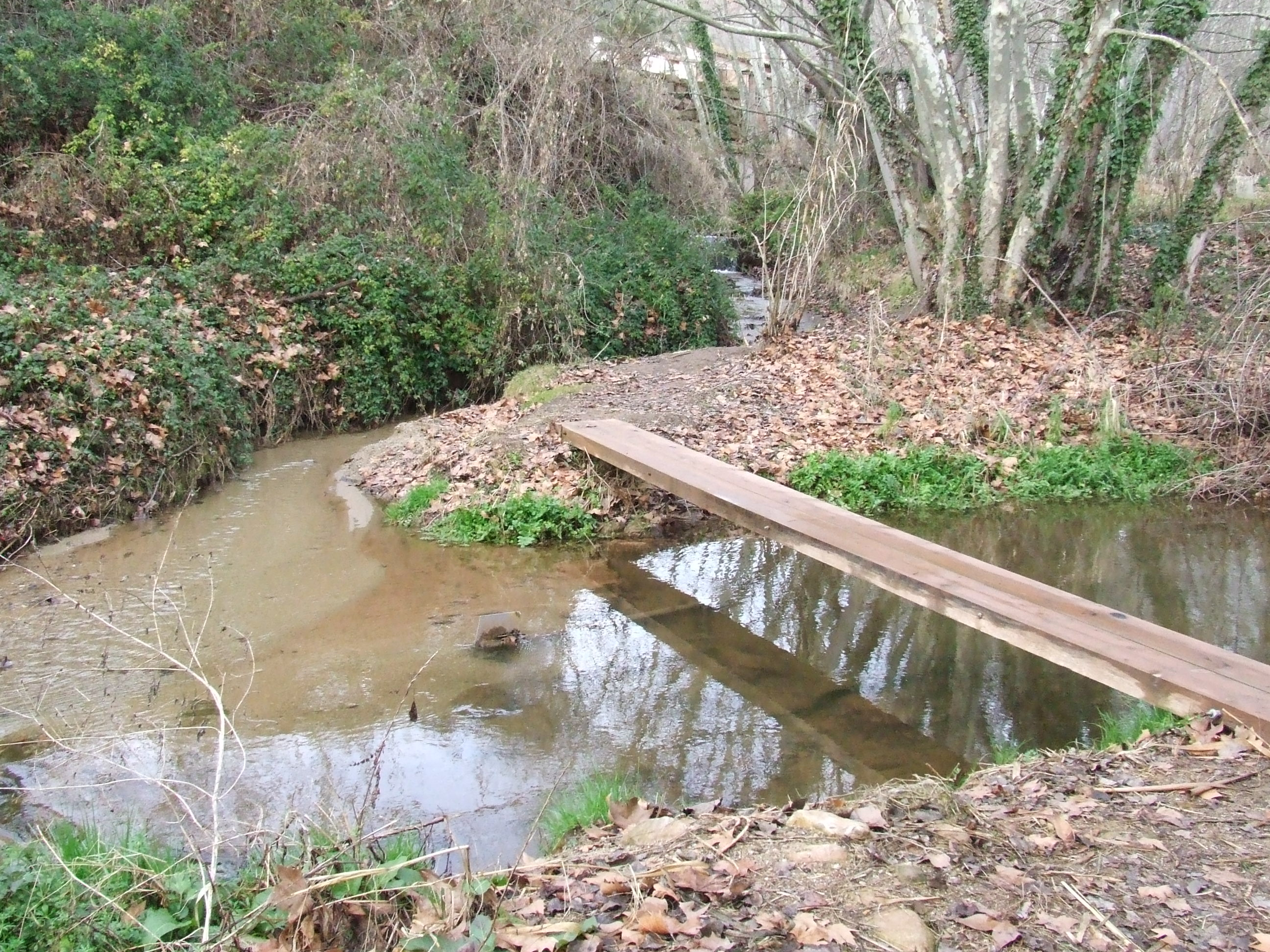
L'aiguabarreig del torrent de la Torre i el Tenes

El torrent de la Torre és un torrent en territori de Bigues (poble del Vallès). Es forma al nord-est de Can Garriga del Solell, en el vessant de ponent del turó dels Tres Termes i en el de llevant del Serrat de les Fargues. Des d'aquell lloc davalla cap al sud, lleugerament decantat cap a l'est, resseguint tot el vessant de ponent, primer, i de migdia, després, dels Tres Termes.
Deixa a ponent Can Garriga del Solell i després la part més alta de la urbanització dels Manantials, i, al mig de la urbanització va girant cap al sud-est, deixant la Costa de la Torre al nord-est i la Verneguera al sud-oest. Al cap de poc arriba a l'extrem nord-occidental de la urbanització de Can Traver, lloc on torç cap a llevant. Just en aquell lloc rep per la dreta el torrent de la Verneguera.
Ja amb el curs del torrent discorrent cap a llevant, fa de límit septentrional de la urbanització de Can Traver, de forma paral·lela pel sud al Camí de Can Mainou, passa ran, al sud, de la Torre i al nord de Can Segimon, i s'aboca en el Tenes al nord-oest de la Baliarda, a ponent de la Quintana de Can Vedell.